# Deutsches Krebsforschungszentrum
Das Deutsche Krebsforschungszentrum (DKFZ) in Heidelberg ist eine biomedizinische Forschungsinstitution und Stiftung des Öffentlichen Rechts. Rund 3.000 Mitarbeiter erforschen in über 100 Abteilungen und Nachwuchsgruppen, wie Krebs entsteht und welche Faktoren das Krebsrisiko beeinflussen. Auf der Grundlage dieser Ergebnisse entwickeln diese neue Ansätze in der Vorbeugung, Diagnose und Therapie von Krebs. Angesichts der grassierenden COVID-19-Pandemie in Deutschland haben das DKFZ im März 2020 mit der Stiftung Deutsche Krebshilfe und die Deutsche Krebsgesellschaft eine Task Force geschaffen, um über ihre Informationsdienste Infonetz Krebs und den Krebsinformationsdienst KID Krebspatienten bundesweit kostenlos zu beraten und sie über die Entwicklung aktuell zu informieren.

Das DKFZ ist Mitglied der Helmholtz-Gemeinschaft Deutscher Forschungszentren, der Deutschen Allianz Nichtübertragbare Krankheiten (DANK) und der Deutschen Forschungsgemeinschaft.

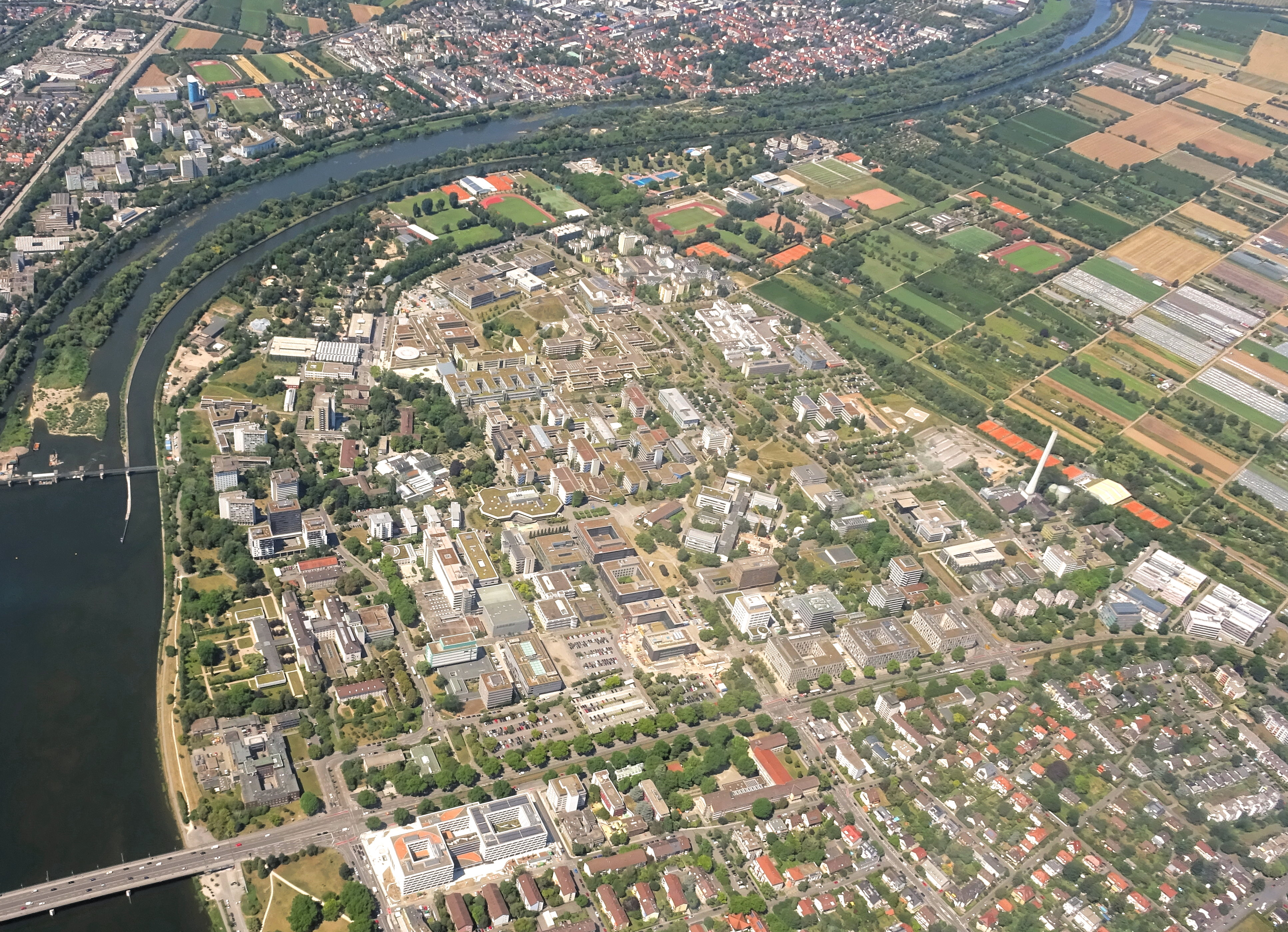
Luftbild des Universitätscampus „Neuenheimer Feld“ in Heidelberg am Neckar

## Geschichte

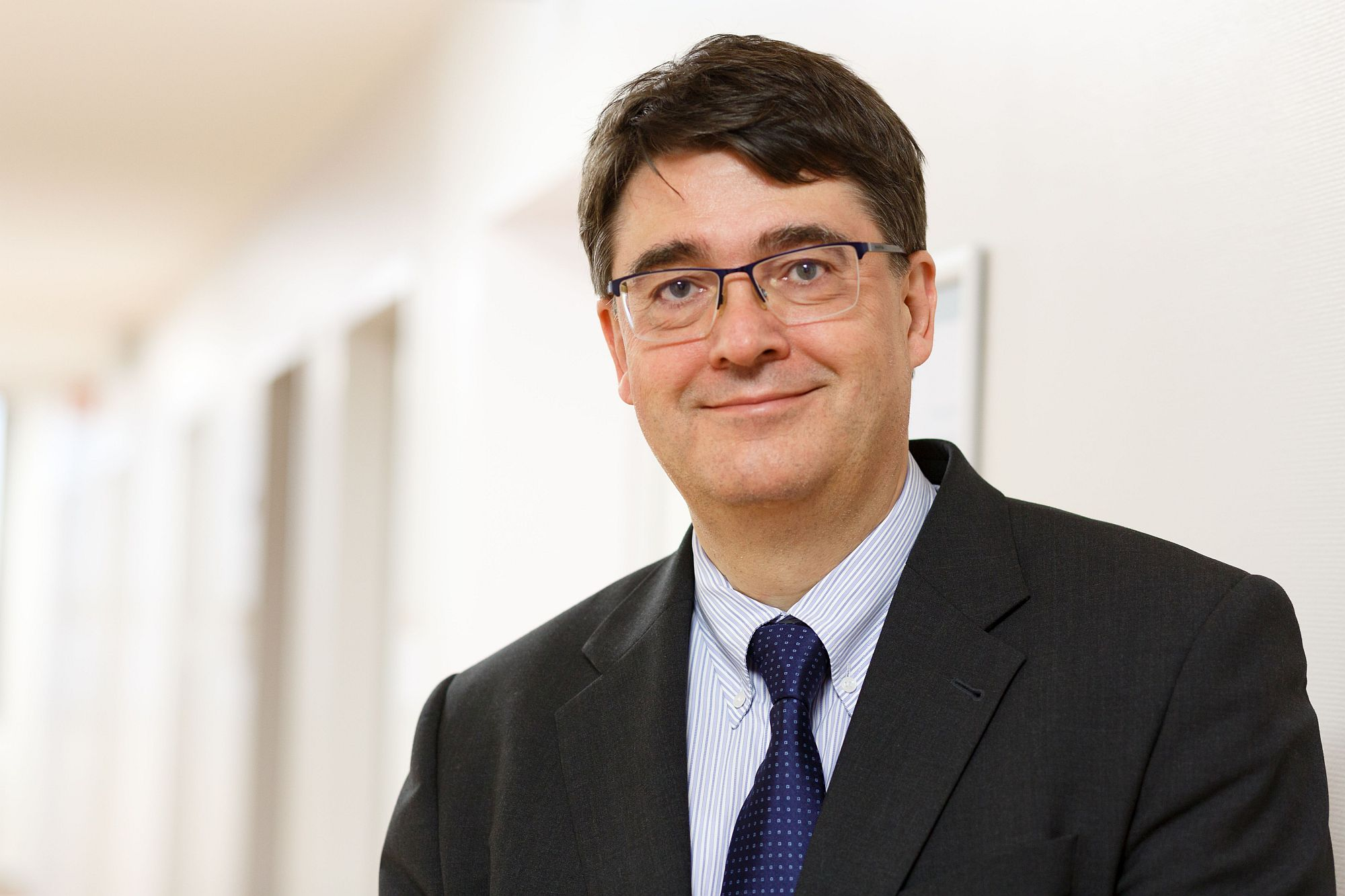
Michael Baumann, Vorstandsvorsitzender und Wissenschaftlicher Vorstand des DKFZ

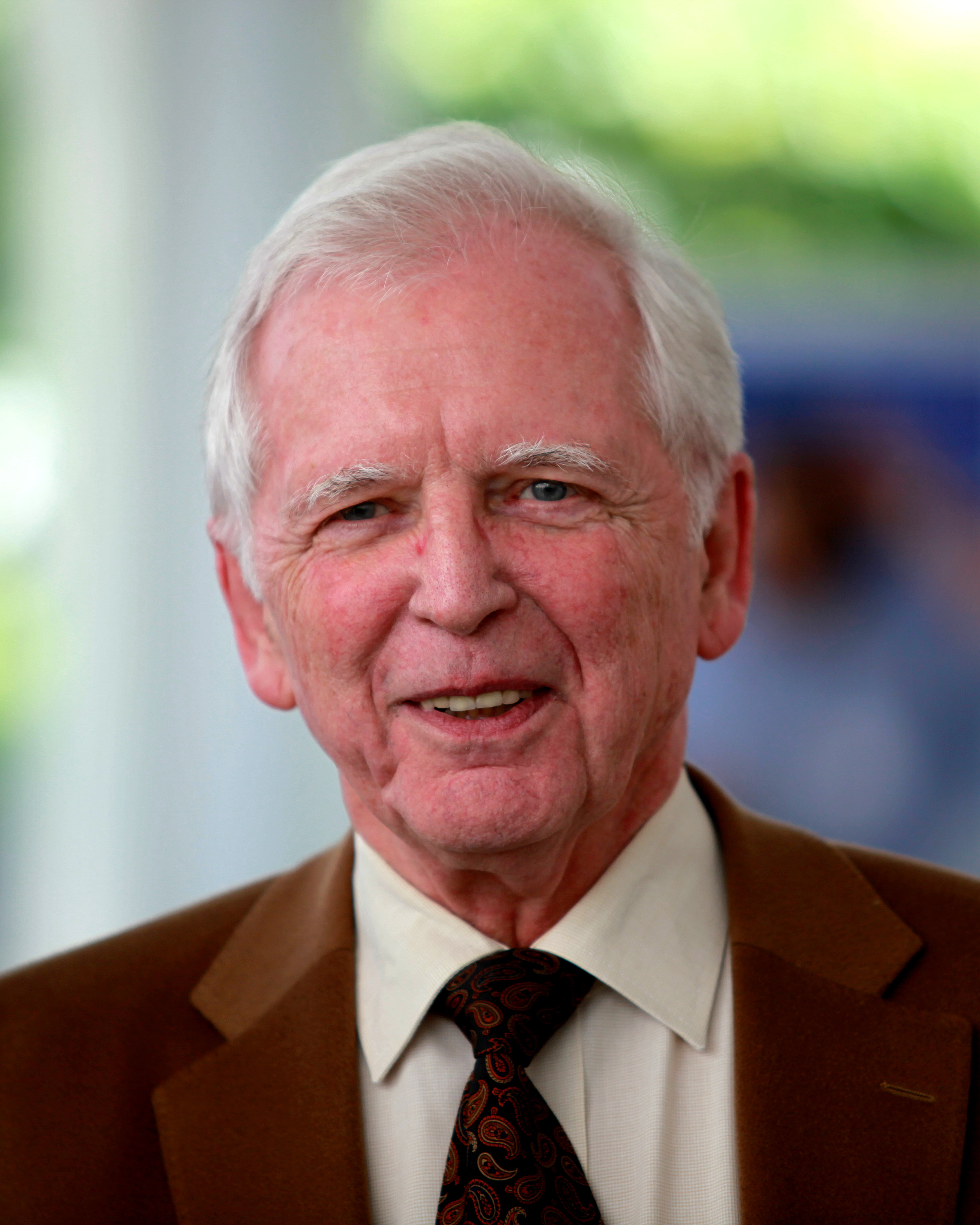
Harald zur Hausen war von 1983 bis 2003 Vorsitzender und Wissenschaftliches Mitglied des Stiftungsvorstands des DKFZ

Das DKFZ wurde 1964 als nationale Forschungseinrichtung gegründet, Stiftungsbevollmächtigter war der Heidelberger Chirurg Karl Heinrich Bauer, auf dessen Initiative das Entstehen des DKFZ zurückzuführen ist. 1975 wurde das DKFZ Mitglied der Arbeitsgemeinschaft der Großforschungseinrichtungen, aus der 1995 die Hermann von Helmholtz-Gemeinschaft Deutscher Forschungszentren entstand. 1977 trat das DKFZ der Deutschen Forschungsgemeinschaft bei, 1979 war es Gründungsmitglied des regionalen Kooperationsverbundes Tumorzentrum Heidelberg/Mannheim.
Das Land Baden-Württemberg ist Stifter und trägt zudem einen Anteil von 10 % an der Finanzierung, Hauptkostenträger ist der Bund mit einem Anteil von 90 %. Aufgrund der Satzung von 2000 sind seine Organe das Kuratorium (mit Vorstand), das wissenschaftliche Komitee und der wissenschaftliche Rat. Vorstandsvorsitzender und wissenschaftlicher Vorstand ist seit dem 1. November 2016 Michael Baumann, kaufmännischer Vorstand war von 1996 bis 2019 Josef Puchta. Seit Januar 2020 ist Ursula Weyrich kaufmännischer Vorstand.
Das Hauptgebäude des DKFZ auf dem Campus „Im Neuenheimer Feld“ (INF) wurde 30 Jahre nach dem Erstbezug von 2006 bis 2010 grundlegend renoviert. Die geschätzten Kosten belaufen sich auf ca. 70 Millionen Euro.
1992 wurde das Gebäude für Angewandte Tumorvirologie (INF 242) eingeweiht, 2002 im Technologiepark 3 das Genomforschungsgebäude (INF 580). 2007 erwarb das Deutsche Krebsforschungszentrum das Gebäude INF 581 im Technologiepark 4.
Am 6. Oktober 2008 wurde dem langjährigen Vorstandsvorsitzenden Harald zur Hausen für seine Arbeiten zu humanen Papillomviren der Medizin-Nobelpreis zuerkannt. Im Jahr 2014 erhielt der Physiker Stefan Hell den Chemie-Nobelpreis; Hell ist neben einer Position am Max-Planck-Institut für biophysikalische Chemie in Göttingen auch Leiter einer Abteilung am DKFZ.

## Forschung
Die über 90 Abteilungen und Arbeitsgruppen, klinischen Kooperationseinheiten und Nachwuchsgruppen sind fünf befristet eingerichteten Forschungsschwerpunkten zugeordnet:
- Zell- und Tumorbiologie
- Funktionelle und strukturelle Genomforschung
- Krebsrisikofaktoren und Prävention
- Immunologie, Infektion und Krebs
- Bildgebung und Radioonkologie

Nachwuchsgruppen sind entsprechend dem amerikanischen Modell mit einem „tenure track“ verbunden. Derzeit forschen 25 Nachwuchs- und sechs Juniorgruppen am DKFZ.
Sieben zentrale Einheiten stehen mit ihren Leistungen allen Mitarbeitern zur Verfügung: Genom und Proteom, Mikroskopie, Informationstechnologie, Chemical Biology Core Facility, Tierhaltung, Bibliothek.
Doktoranden im DKFZ erhalten in der „Helmholtz International Graduate School of Cancer Research“ eine strukturierte Ausbildung nach einem interdisziplinären Curriculum.
Das DKFZ führt nach der Krebsregisterverordnung das epidemiologische Krebsregister Baden-Württemberg nach dem Landeskrebsregistergesetz.
Zwei Kollaborationszentren der Weltgesundheitsorganisation (World Health Organization, WHO) unterstützen diese bei Tabakkontrolle und Nuklearmedizin.
Von 1966 bis 1999 wurde am DKFZ der Forschungsreaktor TRIGA Heidelberg betrieben. Im Sommer 2008 wurde für Forschungszwecke ein 7-Tesla-Magnetresonanztomograph in einem eigens dafür errichteten Gebäude in Betrieb genommen.

## Kooperationen und Allianzen

### National
- Nationales Centrum für Tumorerkrankungen Heidelberg: Das nach dem Vorbild US-amerikanischer „Comprehensive Cancer Center“ gegründete NCT Heidelberg wird vom Deutschen Krebsforschungszentrum, vom Universitätsklinikum Heidelberg und von der Deutschen Krebshilfe getragen. Die Deutsche Krebshilfe fördert das NCT seit 2007 als onkologisches Spitzenzentrum. Das NCT verbindet interdisziplinäre Patientenversorgung mit translationaler Krebsforschung.
- DKFZ-ZMBH-Allianz: Die 2007 ins Leben gerufene Allianz mit dem Zentrum für molekulare Biologie der Universität Heidelberg (ZMBH) ist ein neuartiges Kooperationsmodell zwischen außeruniversitärem Forschungszentrum und Universität.
- Das Heidelberger Institut für Stammzell-Technologie und experimentelle Medizin (HI-STEM) ist eine Zusammenarbeit von akademischer Wissenschaft und Privatwirtschaft. Ziel dieser „public private partnership“ ist es, die Therapiemöglichkeiten, die sich aus der Stammzellforschung ergeben, klinisch zu prüfen und patentrechtlich zu schützen und zu verwerten.
- Deutsches Konsortium für translationale Krebsforschung (DKTK): Das Deutsche Krebsforschungszentrum vernetzt sich bundesweit mit sieben universitären Partnerstandorten (Berlin, Dresden, Essen/Düsseldorf, Frankfurt/Mainz, Freiburg, München und Tübingen).
- Nationales Krebspräventionszentrum: Bundesgesundheitsminister Jens Spahn und Bundesforschungsministerin Anja Karliczek stellten im September 2019 das Nationale Krebspräventionszentrum vor, das im Rahmen der von der Bundesregierung ausgerufenen „Dekade gegen Krebs“ im Deutschen Krebsforschungszentrum Heidelberg aufgebaut wird.[9]

In einer „strategischen Partnerschaft“ zwischen DKFZ und Stiftung Deutsche Krebshilfe sollen eine ambulante Präventionsklinik für Teilnehmer an Präventionsstudien und ein Bürgerinformationszentrum entstehen, Forschungsprojekte koordiniert und gebündelt sowie zielgruppengerechte Präventions-programme entwickelt werden. Die Krebshilfe fördert das Projekt mit 25 Millionen Euro aus Spenden.

### International
- DKFZ-MOST (Ministry of Science and Technology [Israel]) Kooperationsprogramm in der Krebsforschung (seit 1976)
- Gemeinsame Forschungseinheiten mit dem Institut Nationale de la Santé et de la Recherche Médicale
- Sister Institution Agreement mit dem MD Anderson Cancer Center,[11] Houston, Texas (seit 2008)

Außerdem bestehen Einzelkontakte zu über 150 universitären und außeruniversitären Forschungsinstitutionen im Ausland.

### Industriekooperationen
Strategische Allianzen mit Siemens Healthineers zur Entwicklung neuer bildgebender und strahlentherapeutischer Verfahren sowie mit Bayer Healthcare zur Entwicklung von innovativen Wirkstoffen gegen Krebs.

## Angebote für die Öffentlichkeit

### Krebsinformationsdienst
Das Deutsche Krebsforschungszentrum hat mit dem Krebsinformationsdienst (KID) seit 1986 einen kostenlosen, neutralen und vertraulichen Informationsservice zum Thema Krebs etabliert. Das Angebot richtet sich an Patienten, Interessierte und Fachpersonal. Die Internetseiten des KID bieten verständliche und wissenschaftlich fundierte Informationen. Geschulte Ärzte des KID beantworten Fragen per E-Mail oder am Telefon (kostenfreie 0800-420-3040 Rufnummer). Der KID ist täglich, auch am Wochenende, von 8 bis 20 Uhr erreichbar.

### Life-Science Lab
Seit 2002 ist das DKFZ Träger des Heidelberger Life-Science Lab – ein Projekt zur Förderung mathematisch-naturwissenschaftlich besonders interessierter Schüler.

### Magazin „einblick“
Die Zeitschrift „einblick“ erscheint drei- bis viermal pro Jahr und kann kostenfrei abonniert werden.